# Tanjung Simpang Mengayau

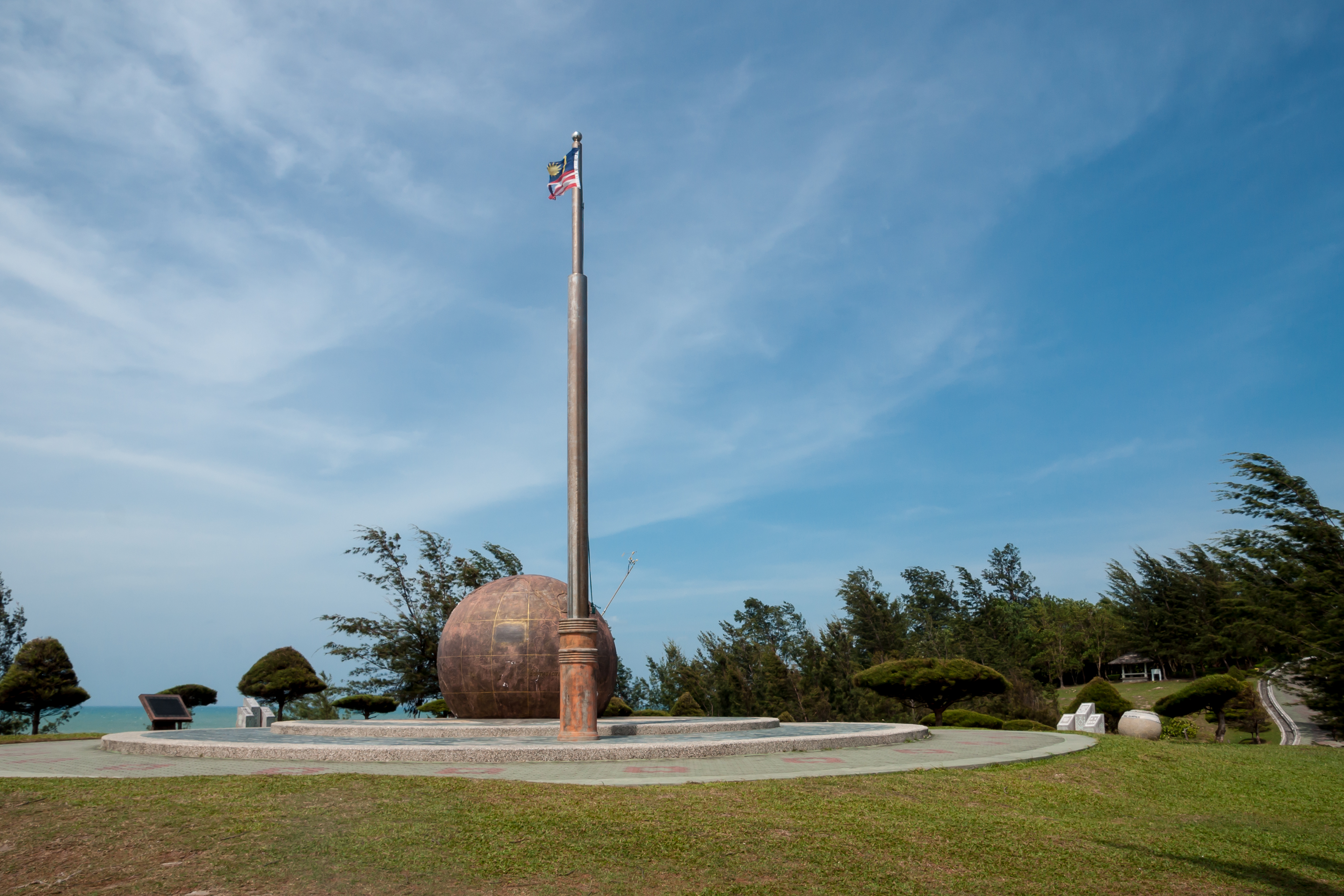
Tanjug Simpang Mengayau mit Bronzekugel und Fahnenmast

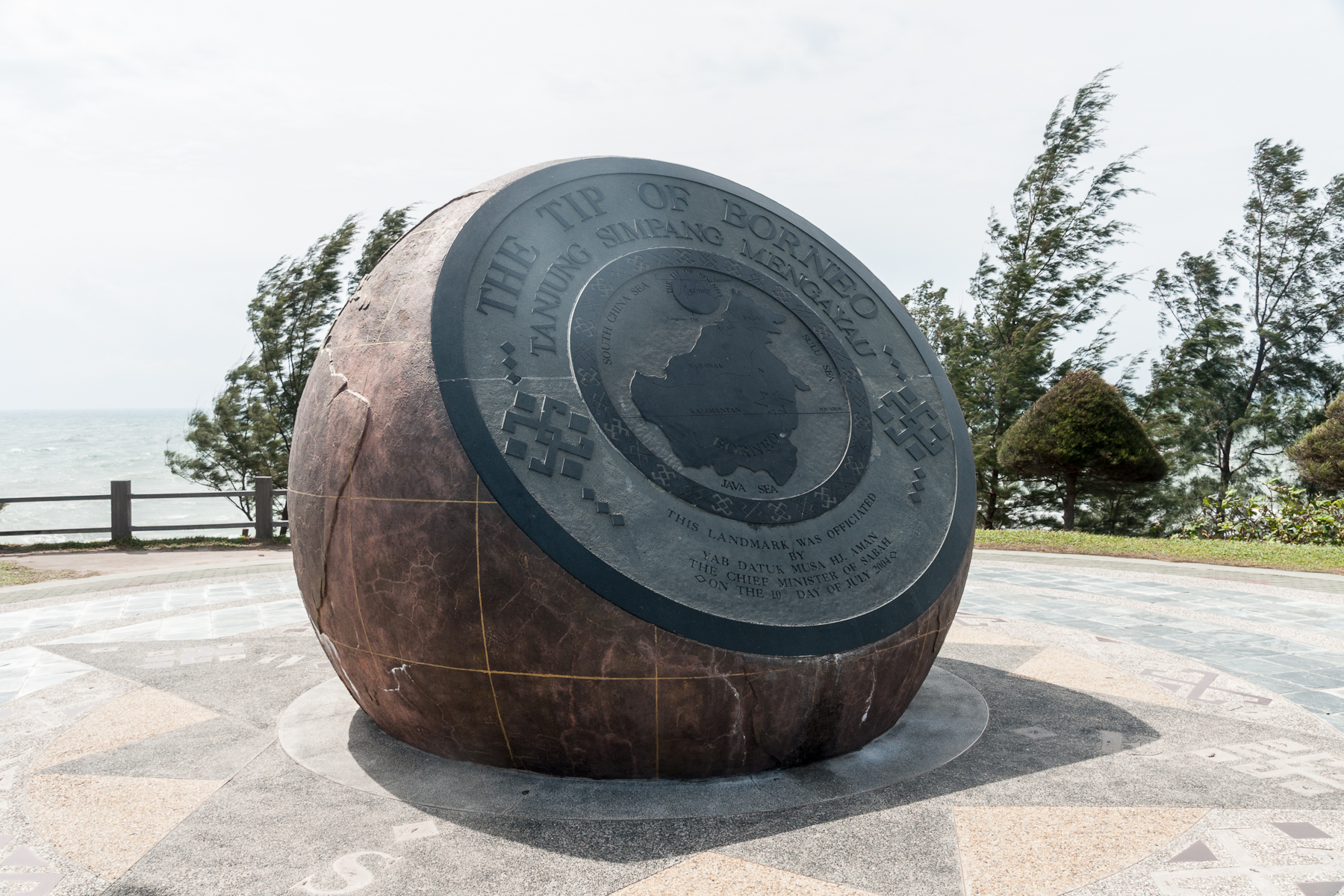
Bronzekugel am Tip of Borneo

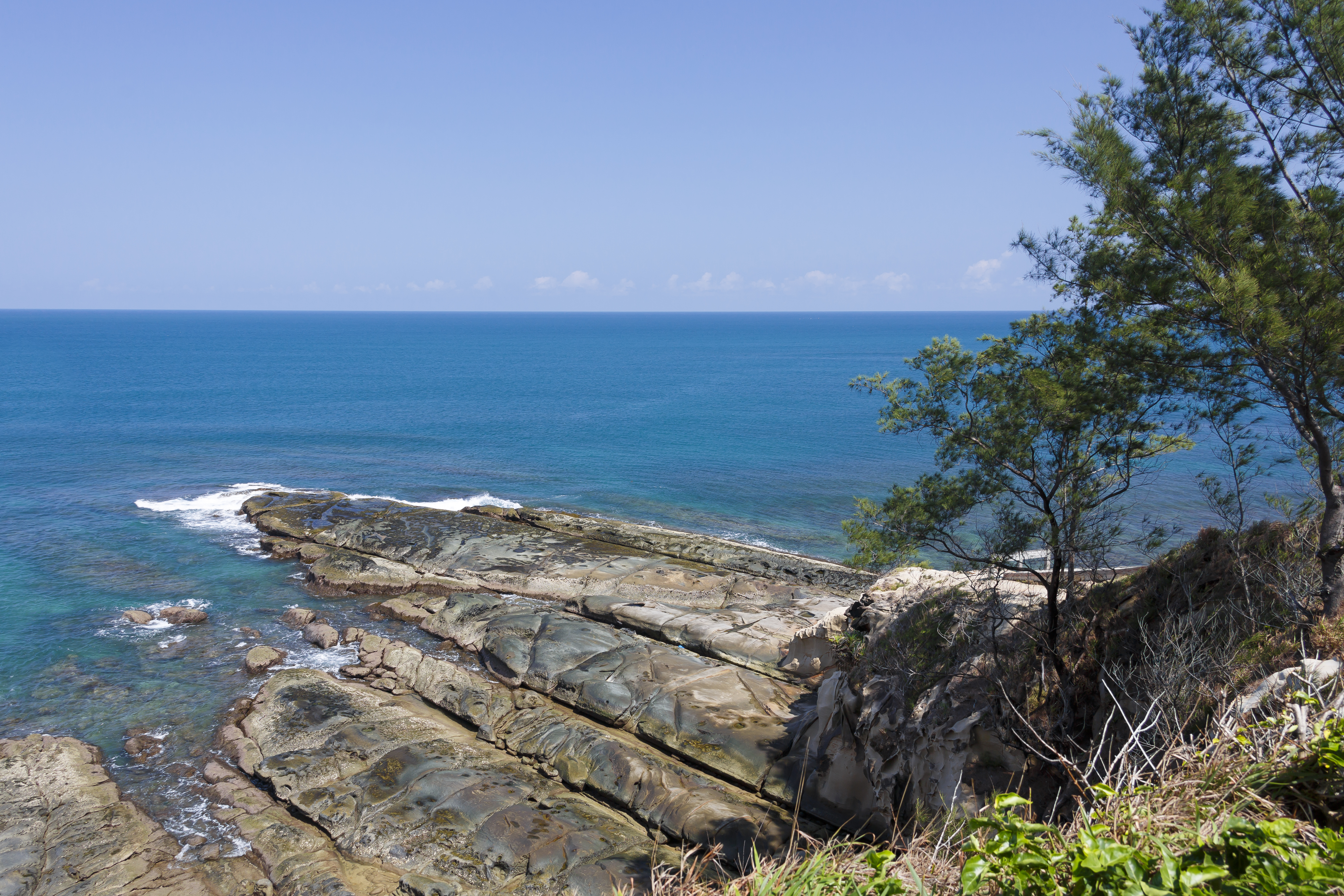
Das nördlichste Stück Felsen von Borneo

Tanjung Simpang Mengayau oder Tanjung Sampang Mangazou, auch als Tip of Borneo bezeichnet, ist ein Kap im Norden des Distrikts Kudat im malaysischen Bundesstaat Sabah. Es ist gleichzeitig der nördlichste Punkt von Borneo. Geographisch markiert Tanjung Simpang Mengayau die Stelle, an dem das Südchinesische Meer auf die Sulusee trifft.
Der Platz ist als touristische Sehenswürdigkeit ausgebaut. Inmitten einer parkähnlich angelegten Anlage befindet sich ein Platz mit der Fahne Malaysias und einer großen Bronzekugel.

## Namensherkunft
Der ursprüngliche Name Tanjung Sampang Mangazou stammt aus der Sprache der Rungus, einer im Distrikt Kudat häufig beheimateten Ethnie. Die Worte Tanjung (Spitze), Sampang (Vereinigung) und Mangazou (Schlacht) weisen auf den Ort einer Schlacht hin, an dem die Vorfahren der Rungus ihr Territorium gegen den Versuch einer feindlichen Invasion verteidigten.
Die chinesische Bevölkerung nennt den Ort Den Foh Liew; in der Sprache der Hakka bedeutet das „Leuchtturm“. Damit wird auf den Leuchtturm auf der naheliegenden Insel Pulau Kalampunian angespielt, der von hier aus gut zu sehen ist.

## Geschichte
Während seiner berühmten Weltumsegelung ließ Ferdinand Magellan seine Flotte angeblich hier 42 Tage vor Anker gehen, um Reparaturen an den Schiffen durchzuführen.
Die malaysische Nationalflagge (Jalur Gemilang) wurde erstmals am stürmischen Nachmittag des 29. August 2002 durch den damaligen Ministerpräsidenten von Sabah, Chong Kah Kiat gehisst. Zuvor war die Flagge im Rahmen der Feiern zum Malaysia Day von einem Trupp Reiter in einem viertägigen Ritt aus dem 274 Kilometer entfernten Distrikt Papar hierher gebracht worden. Dieser Ritt ging gleichzeitig als längster Distanzritt in das malaysische Buch der Rekorde ein.

## Bronzekugel
Die Bronzekugel wurde am 10. Juli 2004 durch Musa Aman, den Ministerpräsidenten von Sabah, eingeweiht und trägt auf der abgeflachten Vorderseite die Inschrift:
The tip Of Borneo

tanjung Simpang Mengayau

This Landmark Was Officiated

By

YAB Datuk Musa Hj. Aman

The Chief Minister of Sabah

On The 10th Day of July 2004